# Autoportret w jakuckiej czapce
Autoportret w jakuckiej czapce – obraz olejny autorstwa Jacka Malczewskiego, namalowany w roku 1907. Obecnie dzieło znajduje się w zbiorach Muzeum Narodowego w Poznaniu.